# 科尔马附近埃尔利赛姆
科尔马附近埃尔利赛姆（法語：Herrlisheim-près-Colmar，法語發音：[ɛʁlisaim pʁɛ kɔlmaʁ] ⓘ）是法国上莱茵省的一个市镇，属于科尔马-里博维莱区。

## 地理
科尔马附近埃尔利赛姆（48°1'8"N, 7°19'34"E）面积7.68 平方千米，位于法国大東部大區上莱茵省，该省份为法国东部内陆省份，是阿尔萨斯的一部分，今与下莱茵省组成了阿尔萨斯欧洲集体，其北临下莱茵省，西接孚日省，西南接贝尔福地区省，东侧沿莱茵河与德国相望，南与瑞士接壤。
与科尔马附近埃尔利赛姆接壤的市镇（或旧市镇、城区）包括：圣克鲁瓦昂普莱讷、埃吉赛姆、鲁法克、阿特斯塔、奥贝尔莫尔斯克维、涅德雷尔甘。
科尔马附近埃尔利赛姆的时区为UTC+01:00、UTC+02:00（夏令时）。

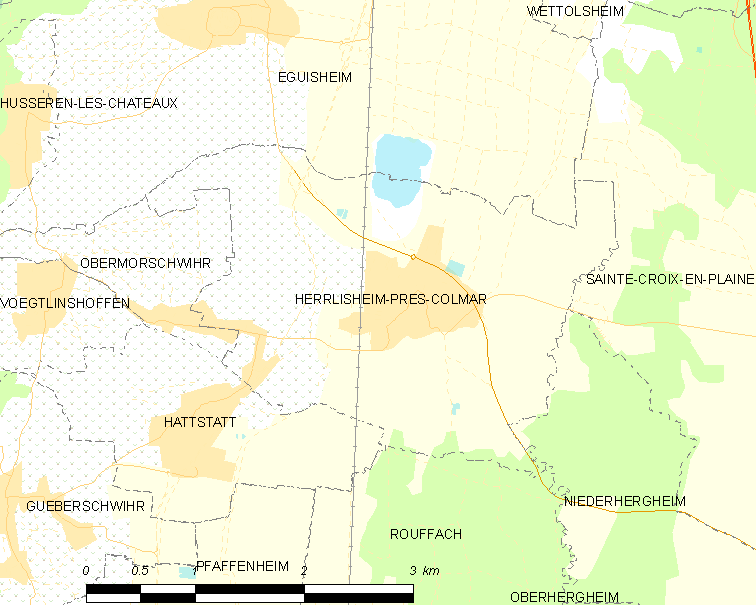
科尔马附近埃尔利赛姆的OSM定位图

## 行政
科尔马附近埃尔利赛姆的邮政编码为68420，INSEE市镇编码为68134。

## 政治
科尔马附近埃尔利赛姆所属的省级选区为温策奈姆县。

## 人口

1962-2008年间科尔马附近埃尔利赛姆人口变化图示

科尔马附近埃尔利赛姆于2022年1月1日时的人口数量为1903人。